# Masaru Emoto
Pour les articles homonymes, voir Emoto.
Masaru Emoto (江本 勝), né le 22 juillet 1943 et mort le 17 octobre 2014, est un homme d'affaires et auteur japonais connu pour son importante production de livres développant diverses théories pseudoscientifiques, jamais confirmées, sur les prétendus effets que la pensée et les émotions auraient sur l'eau.
Ses « recherches » étaient basées sur des photographies de cristaux d'eau réalisées selon des protocoles expérimentaux sans rigueur scientifique. Les conclusions ne se basant pas sur des expériences (ou sur des expériences invalides sur le plan scientifique, non reproductibles) sont nombreuses dans ses ouvrages, ainsi que la tendance à la surinterprétation.
La spiritualité joue un rôle important dans ses ouvrages, et l'emploi de dictons en tant que preuve d'une connaissance est fréquente dans sa démarche.

## Biographie
Emoto est né à Yokohama, au Japon, et a obtenu un diplôme de relations internationales à l'université municipale de Yokohama. Il a travaillé au journal Yomiuri Shimbun à Nagoya, puis a fondé la société « International Health Medical » en 1986. En 1989, il obtient les droits exclusifs de commercialisation du « Magnetic Resonance Analyzer », un appareil breveté par l'inventeur autodidacte américain Ronald Weinstock, censé pouvoir analyser le champ magnétique d'une personne (parfois à partir d'un seul cheveu) et diagnostiquer presque n'importe quelle maladie. Il le rebaptise « Vibration-o-Meter », devient lui-même opérateur et crée une entreprise spécialisée dans la « médecine vibratoire ».
En 2006, Masaru Emoto publie avec le parapsychologue Dean Radin une étude dans le journal Explore: The Journal of Science and Healing, revue paramédicale dont la scientificité est contestée et dont Dean Radin est le co-rédacteur en chef. Cette étude randomisée à double insu sur deux mille sujets japonais mettrait en évidence leur capacité d'influencer, par la pensée, la structure de cristaux d'eau, malgré l'éloignement des spécimens créés en Californie.
La version anglaise de son livre Les messages cachés de l'eau fut un best-seller.

## Critiques
Des scientifiques tels que Steven Novella et Nicolas Gauvrit critiquent les procédures expérimentales pour leur insuffisance (notamment : échantillons trop petits ; pas de choix en aveugle des différents échantillons ; expériences décrites uniquement dans des ouvrages grand public avec procédures trop imprécises pour une réplication) et estiment qu'il existe de nombreux biais cognitifs dans les expériences d'Emoto lorsque par exemple les chercheurs sont invités à parcourir les clichés pour trouver ceux qui conviennent le mieux à ce qu'ils veulent illustrer.
Les travaux d'Emoto n'ont, à ce jour, pas été publiés dans une revue scientifique à comité de lecture et n'ont jamais été soumis à des tests en double aveugle, qui sont une des procédures scientifiques de base pour la vérification des expériences. James Randi, le fondateur de la James Randi Educational Foundation, a publiquement offert à Emoto en 2003 la somme d'un million de dollars s'il pouvait reproduire les résultats de ses expériences selon la procédure en double aveugle. Emoto n'y a pas répondu.
Son diplôme de « docteur » est un titre non officiel de « docteur en médecine alternative » de l’Open International University for Alternative Medicine, une pseudo-université spécialisée dans la vente de faux diplômes à des charlatans, définitivement fermée depuis,.

## Publications
- Les messages cachés de l'eau, éd. Guy Trédaniel, 2004
- Le pouvoir guérisseur de l'eau, éd. Guy Trédaniel, 2005
- L'eau, mémoire de nos émotions, éd. Guy Trédaniel, 2006
- L'oracle de l'eau, éd. Guy Trédaniel, 2006
- L'eau et le devenir de la Terre, éd. Guy Trédaniel, 2006
- Aime-toi : Message de l'eau, éd. Guy Trédaniel, 2007
- Regarde en toi : L'eau miroir de l'âme, éd. Guy Trédaniel, 2007
- Les jeux et les joies de l'eau, éd. Guy Trédaniel, 2007
- Le miracle de l'eau, Paris, éd. Guy Trédaniel, 2008
- Messages de l'eau et de l'Univers, éd. Guy Trédaniel, 2013